# La Chapelle-Pouilloux

La Chapelle-Pouilloux este o comună în departamentul Deux-Sèvres, Franța. În 2009 avea o populație de 197 de locuitori.